# Reguliere Kanunniken van het Heilig Kruis
De Reguliere Kanunniken van het Heilig Kruis (Latijn: Ordo Canonicorum Regularium Sanctae Crucis, ORC) is een orde van kruisheren, die 1131 in Coimbra werd gesticht. De orde ontstond door de stichting van een klooster van het Heilig Kruis op 24 februari 1131 door de aartsdiaken van Coimbra, Dom Tello. In 1135 werd de orde goedgekeurd door paus Innocentius II. De heilige Theotonius was de eerste prior van de reguliere kanunniken.
Als gevolg van de antiklerikale seculariseringsmaatregelen in Portugal werd de orde in 1834 verboden. De laatste kruisheer Joaquim da Boa overleed in 1903. Nadat priesters rond het "Engelenwerk" in de jaren 1970 een congregatie wilden stichten, suggereerde de Heilige Stoel de formeel nog bestaande Reguliere Kanunniken van het Heilig Kruis nieuw leven in te blazen. In 1976 werd hiermee begonnen, in 1979 werd de goedkeuring verleend door de paus. De vernieuwde reguliere kanunniken van het Heilig Kruis richten hun spiritualiteit op de eucharistie, de beschouwing van het evangelie, de verering van het Kruis, Maria en de engelen. De bijzondere aandacht voor de engelen is een bijzonderheid in het christelijke ordeleven. In de wekelijkse liturgie krijgt het vieren van de Passio Domini een belangrijke plaats. De orde is ook actief in de zielzorg.
De orde zetelt in het Oostenrijkse Silz en is vertegenwoordigd in Duitsland (Schondorf), Italië (Rome), Oostenrijk (Silz), India (Kochi), Kazachstan (Qarağandı), de Filipijnen (Candelaria), Portugal (Braga, Fátima), Mexico (León de los Aldamas), de Verenigde Staten (Detroit), Colombia (Bogota) en Brazilië (Anápolis, Guaratinguetá).